# Monogàmia
La monogàmia (del grec "μονός" monos, que significa "únic"; i "γάμος", gamos, que significa "matrimoni" o "unió") és un model de relació afectivo-sexual basat en un ideal d'exclusivitat sexual entre dues persones i per a tota la vida. Històricament, la monogàmia ha sigut inherent a un sistema d'organització social patriarcal, complint la funció de constituir projectes econòmics estables per a tota la vida per tal de reproduir i criar fills legítims a qui transmetre l'estatus social i la propietat privada, a fi de reproduir l'ordre i jerarquia social existent. Paral·lelament a l'auge de l'estat i mercat capitalista, la monogàmia perd gradualment la seva funció econòmica i familiar, passant a complir una funció de satisfacció afectiva i sexual dels individus d'acord amb l'ideal d'amor romàntic i deslligant-se del seu caràcter vitalici. D'aquí ve l'ús cada cop més freqüent de l'expressió monogàmia successiva o serial.
En el món animal, la monogàmia es refereix a la relació de la parella que manté un vincle sexual exclusiu durant el període de reproducció i criança.

## Història evolutiva
Malgrat que en alguns ocells la monogàmia social és un fet corrent, en els mamífers es tracta d'una raresa (només es dona en un 9% de les espècies). En canvi en el grup dels primats la monogàmia és més freqüent (un 29 %). En els mamífers, degut a la gestació interna i a la lactància, representa un avantatge que els mascles busquin oportunitats addicionals d'aparellament. Segons un estudi publicat a la revista 'Proceedings of the National Academy of Sciences' la monogàmia es va desenvolupar per evitar el risc d'infanticidis. Segons aquest estudi els infants que depenen exclusivament de la mare són més vulnerables, i la mare triga més temps a tornar a quedar embarassada. Això facilita l'amenaça d'altres mascles aliens a la família, que podrien obtenir un altre aparellament si maten l'infant. La col·laboració mascle-femella que la monogàmia representa en la criança dels infants, significa que aquests estan més protegits, i que poden gaudir d'una infància més llarga, permetent una maduració més lenta del cervell, tan complex en els primats. A més es facilita que la femella estigui en condicions de tornar a procrear més ràpidament.

## Història social
Al llarg de la història, i segons la cultura, la sexualitat ha transformat les seves pràctiques.
Sembla que a la prehistòria, en un estat inicial, la sexualitat es vivia de forma similar a la majoria d'animals, practicant el sexe en èpoques d'acoblament. Amb l'aparició de l'agricultura i la ramaderia apareix també la propietat privada, la qual transforma la sexualitat en pràctiques monògames, ja que aquesta forma de sexualitat garantia la continuïtat del patrimoni familiar.
Amb l'arribada del judaisme, continua la transformació. L'Antic Testament regula les conductes sexuals apropiades. El matrimoni tenia com a finalitat la descendència, de manera que els homes podien casar-se amb diverses dones (recordem l'exemple del Rei Salomó, que presumptament va tenir 700 dones i 300 concubines), però si les dones mantenien relacions amb altres homes que no fossin els seus marits podrien ser lapidades.
En la cultura egípcia l'incest estava permès i la circumcisió formava part del ritual d'iniciació a l'adolescència. A Grècia es tolerava l'homosexualitat entre homes adults i adolescents, i per contra, es valoraven a les dones com a “gyne”, és a dir, “portadores de fills”. Així, amb el sorgiment de la família patriarcal la sexualitat té un doble significat: com a fi reproductiu, acceptada socialment dins el matrimoni, o com a font de plaer solament per als homes. A l'edat mitjana, l'església consolida el seu poder, del qual es deriva que la teologia s'equipari a la llei civil. Així, l'església proclama el matrimoni monògam i declara l'instint sexual com a demoníac.
Les transformacions continuen fins als nostres temps. Els fets mencionats són solament breus exemples de la variabilitat de concepció de la monogàmia i la sexualitat al llarg de la història humana.